# Morti nel 1537
| Questa pagina contiene informazioni ricavate automaticamente dalle voci biografiche con l'ausilio del template Bio e di un bot. L'aggiornamento è periodico e automatico e ricostruisce completamente la pagina. Se manca una persona in questa lista, sei pregato di non aggiungerla, ma accertati piuttosto che la sua voce biografica contenga il template Bio e che i dati anagrafici siano correttamente compilati. Se il template Bio manca, inseriscilo tu stesso o, in alternativa, metti l'avviso {{tmp\|Bio}} che ne segnala la mancanza. Se i dati riportati sono sbagliati, correggi direttamente la voce biografica; le modifiche saranno visibili in questa lista entro pochi giorni. Per chiarimenti vedi il progetto biografie. La lista contiene solo le 61 persone che sono citate nell'enciclopedia e per le quali è stato implementato correttamente il template Bio. Pagina aggiornata al 7 gen 2025. |

## Gennaio(3)
- 6 gennaio - Alessandro de' Medici, sovrano italiano (n. 1510)
- 15 gennaio - Íñigo López de Mendoza y Zúñiga, cardinale e arcivescovo cattolico spagnolo (n. 1498)
- 20 gennaio - Andrea Matteo Palmieri, cardinale e arcivescovo cattolico italiano (n. 1493)

## Febbraio(6)
- 2 febbraio - Johann Carion, astronomo tedesco (n. 1499)
- 8 febbraio - Girolamo Emiliani, religioso italiano (n. 1486)
- 8 febbraio - Otto von Pack, politico e truffatore tedesco
- 15 febbraio - Claudio Rangoni, condottiero italiano (n. 1507)
- 21 febbraio - Gerolamo Accoramboni, medico italiano (n. 1469)
- 23 febbraio - Galeazzo Flavio Capella, scrittore e politico italiano (n. 1487)

## Marzo(2)
- 25 marzo - Carlo IV di Borbone-Vendôme, nobile (n. 1489)
- 28 marzo - Francesco di Saluzzo, marchese (n. 1498)

## Maggio(1)
- 10 maggio - Andrzej Krzycki, arcivescovo cattolico e teologo polacco (n. 1482)

## Giugno(6)
- 4 giugno - Uesugi Tomooki, militare giapponese (n. 1488)
- 9 giugno - Luigi II d'Orléans-Longueville, nobile francese (n. 1510)
- 18 giugno - Petrus Sutor, umanista, teologo e monaco cristiano francese (n. 1475)
- 23 giugno - Pedro de Mendoza, esploratore e militare spagnolo
- 29 giugno - Henry Percy, VI conte di Northumberland, conte britannico (n. 1502)
- 30 giugno - Thomas Darcy, I barone Darcy, nobile e militare britannico

## Luglio(2)
- 7 luglio - Maddalena di Valois, principessa francese (n. 1520)
- 12 luglio - Robert Aske, avvocato inglese (n. 1500)

## Agosto(6)
- 5 agosto - Paolo Emilio Cesi, cardinale italiano (n. 1481)
- 6 agosto - Rodrigo Luis de Borja y de Castro-Pinós, cardinale spagnolo (n. 1524)
- 11 agosto - Diego Ramírez de Fuenleal, vescovo cattolico spagnolo (n. 1459)
- 20 agosto - Baccio Valori, politico e condottiero italiano
- 21 agosto - Annibale Gonzaga, condottiero italiano (n. 1507)
- 26 agosto - Margherita Gonzaga, nobildonna e religiosa italiana (n. 1487)

## Settembre(2)
- 7 settembre - Niccolò Schomberg, cardinale e arcivescovo cattolico italiano (n. 1472)
- 24 settembre - Cosimo Gheri, vescovo cattolico italiano (n. 1513)

## Ottobre(4)
- 16 ottobre - Françoise de Foix, nobildonna francese (n. 1495)
- 18 ottobre - Agostino Spinola, cardinale e vescovo cattolico italiano (n. 1482)
- 24 ottobre - Jane Seymour, regina britannica (n. 1509)
- 31 ottobre - Thomas Howard, nobile inglese (n. 1511)

## Novembre(2)
- 2 novembre - Antonio Tebaldeo, poeta italiano (n. 1462)
- 21 novembre - Giovanni Piccolomini, cardinale e arcivescovo cattolico italiano (n. 1475)

## Dicembre(2)
- 6 dicembre - Gregorio Magalotti, vescovo cattolico italiano
- 11 dicembre - Andrej di Starica, principe russo (n. 1490)

## Senza giorno specificato(25)
- Isabella, principessa reale di Castiglia, nobildonna spagnola (n. 1518)
- Juan de Álava, architetto spagnolo (n. 1480)
- Pantasilea Baglioni, nobildonna italiana (n. 1476)
- Bartolomeo Berrecci, architetto e scultore italiano (n. 1480)
- Jörg Breu il Vecchio, pittore tedesco (n. 1475)
- Pietro Cavaro, pittore italiano
- Silken Thomas,  irlandese (n. 1513)
- Antonio Francini, latinista e grecista italiano
- Vittore Gambello, scultore e medaglista italiano (n. 1460)
- Hernando de Grijalva, navigatore spagnolo
- Paul Hofhaimer, compositore e organista austriaco (n. 1459)
- Jean de La Forêt, ambasciatore francese
- Lorenzo Leonbruno, pittore italiano (n. 1477)
- Alfonso Lombardi, scultore e medaglista italiano
- Lorenzo di Credi, pittore italiano
- Robert de la Marck, militare e storico francese (n. 1491)
- Guido de' Medici, arcivescovo cattolico italiano
- Thomas Murner, religioso, poeta e traduttore tedesco (n. 1475)
- Angelo Pappacoda, vescovo cattolico italiano (n. 1466)
- Gianmaria Pomedello, incisore, pittore e medaglista italiano (n. 1478)
- Girolamo Santacroce, scultore, architetto e medaglista italiano (n. 1502)
- Pietro Antonio Tomasello, architetto italiano
- Fernando Yáñez de la Almedina, pittore spagnolo (n. 1475)
- Livio d'Alviano, militare e politico italiano (n. 1514)
- Jorge de Menezes, esploratore, militare e politico portoghese (n. 1498)